# Der Zauberer aus der Flasche
Der Zauberer aus der Flasche (Originaltitel: russisch Старик Хоттабыч, Starik Chottabytsch; Der alte Chottabytsch) ist ein 1957 uraufgeführter sowjetischer Kinderfilm von Gennadi Kasanski. Er basiert auf einer Geschichte von Lasar Lagin, der auch das Drehbuch schrieb.

## Handlung
Der Moskauer Schüler und Jungpionier Wolka findet beim Baden eine alte Flasche und öffnet diese nach seiner Heimkehr. Aus ihr entsteigt ein über 3000 Jahre alter Dschinn namens Hassan Abdurrahman Ibn Chottabytsch, der sich für die Freilassung sogleich bei Wolka bedanken möchte. Der Versuch, ihm bei einer Geografieprüfung zu helfen scheitert aber an seinem antiquierten Wissen. Nach Streitigkeiten Wolkas mit seinen Mitschülern Goga und Schenja versetzt der Geist Letzteren nach Indien in der Hoffnung, er würde dort in die Sklaverei geraten. Goga belegt er mit einem Zauber, der ihn zwingt zu bellen, wenn er Beleidigungen aussprechen will. Wolka ist über Schenjas Schicksal entrüstet und fordert dessen Rückkehr. Da Chottabytschs Fähigkeiten aber aufgrund der langen Gefangenschaft verkümmert sind, gelingt ihm der Zauber nicht und er fliegt daraufhin mit Wolka auf einem Teppich nach Indien. Schenja wurde dort inzwischen freundlich aufgenommen, kehrt aber dennoch mit den beiden zurück. Während des Fluges wird aber der Bart des Dschinn nass, was ihn weiterer Kräfte beraubt. Den Dreien gelingt es dennoch, auf dem Gelände eines Kurhotels sicher zu landen. Beim Zusammentreffen mit einigen Gästen bringt der Zauberer mit seinen veralteten Ansichten Wolka wiederholt in Verlegenheit. Dank Chottabytschs langsam zurückkehrenden Fähigkeiten können sie kurz darauf unbemerkt per Flugzeug zurückkehren.
Der Dschinn versucht, Wolka durch kostbare Geschenke wie einen Palast, orientalische Waren und Sklaven zu erfreuen, erreicht damit bei dem bescheidenen und modern denkenden Jungen aber das Gegenteil. Nachdem Chottabytsch, Schenja und Wolka auf einem Kamel reitend in eine Verkehrskontrolle geraten, können sie dank der Magie des Geistes in einen Zirkus fliehen. Dort amüsiert sich der Zauberer zunächst angesichts der Trapezkünstler, ist aber über die Illusionisten empört, da sie nicht wirklich zaubern können. Der Dschinn führt daraufhin selbst seine Fähigkeiten vor, woraufhin ihm eine Stelle angeboten wird. Da er sich aber an einem Eis den Magen verdorben hat, bringen ihn die Jungen nach Hause. Ihr Mitgefühl heilt ihn jedoch augenblicklich. Ohne Wolkas Wissen besucht der Zauberer anschließend Goga, um ihn über den Grund seines Bellens aufzuklären und ihm ins Gewissen zu reden.
Schenja besucht mit Chottabytsch ein Fußballspiel, während Wolka lernen muss. Der Dschinn hat große Freude daran, lässt aber zur allgemeinen Verwirrung mehrere Bälle vom Himmel fallen, damit jeder Spieler einen eigenen hat. Außerdem zaubert er Wolka ins Stadion, damit er sich auch die Partie ansehen kann. Seine Bitte, durch Magie in die Auseinandersetzung einzugreifen, erfüllt der Dschinn zwar, benachteiligt damit aber die Lieblingsmannschaft des Jungen. Auf dessen Verlangen lässt der Geist das Spiel abbrechen und für ungültig erklären. Vor dem Stadion sprechen Wolka und Schenja danach mit Chottabytsch ab, dass dieser aufgrund seiner Unkenntnis über die moderne Welt nicht mehr unaufgefordert zaubert. Der Talentsucher des Zirkus tritt hinzu und bittet den Dschinn nochmals, ein Engagement anzunehmen. Er geht tatsächlich darauf ein und begeistert die Zuschauer fortan mit seinem Können. Nebenbei gibt ihm Wolka täglich Unterricht über das gegenwärtige Leben.

## Unterschiede zum Buch
In der Literaturvorlage wird Wolkas Freund ebenfalls nach Indien versetzt, dort aber entsprechend Chottabytschs Wunsch versklavt. In diesem Zusammenhang wird auch ein an Allen und John Foster Dulles angelehnter US-Amerikaner dargestellt, der in Kasanskis Werk jedoch nicht auftritt.

## Veröffentlichungen
Der 1956 gedrehte Film feierte am 12. Juli 1957 in der Sowjetunion Premiere, kurz vor Jahresende folgte die Veröffentlichung in der DDR. Im dortigen Fernsehen wurde er erstmals 1975 gezeigt. Bis 1960 kam Der Zauberer aus der Flasche auch in Finnland, Schweden, Ungarn, Argentinien und den USA in die Kinos oder ins Fernsehen.
Für die Synchronisation in der DDR zeichnete das entsprechende DEFA-Studio unter der Regie von Inge Müller verantwortlich. Die Dialoge stammten von Annette Ihnen, der Schnitt oblag Margarete Neumann und der Ton Heinrich Graeve und Herbert Henke. Als Sprecher fungierten u. a. Wolf von Beneckendorff, Ulrich Gürtler, Peer Jäger, Holger Mahlich, Charlotte Küter in einer Doppelrolle, Maria Rouvel, Peter Dornseif und Arthur Malkowski.
Icestorm Entertainment publizierte die deutschsprachige Fassung auf DVD, die russischsprachige wurde 2003 von RUSCICO herausgegeben. Acht Jahre später folgte eine Blu-ray-Version durch die Moskauer Firma Парадиз (Paradis).

## Rezeption
Der Film wurde beim Allunionsfilmfestival 1958 in Moskau sowie im selben Jahr beim Vancouver International Film Festival prämiert.
Das Lexikon des Internationalen Films befand ihn als „kindgerechte Verfilmung eines populären Märchenstoffs.“